# Воткинск
Во́ткинск (удм. Вотка, редко Воткакар) — город в России, крупный промышленный центр Удмуртской Республики, административный центр Воткинского района, в состав которого не входит. Образует городской округ город Воткинск.
До 1936 года входил в Кировский край, с 1936 года по 1937 год — в Кировскую область. 26 сентября 2019 года получил официальное название — муниципальный городской округ Удмуртской республики «город Воткинск».
Родина композитора Петра Ильича Чайковского. Город трудовой доблести (2023).

## Этимология
Возник в 1759 году как посёлок при Воткинском железоделательном заводе. Город получил своё название по имени реки Вотка, которое в свою очередь происходит от устаревшего искажённого наименования удмуртов — вот, вотяки (ср. Вотская автономная область — название Удмуртии в 1920—1934 годах).

## География

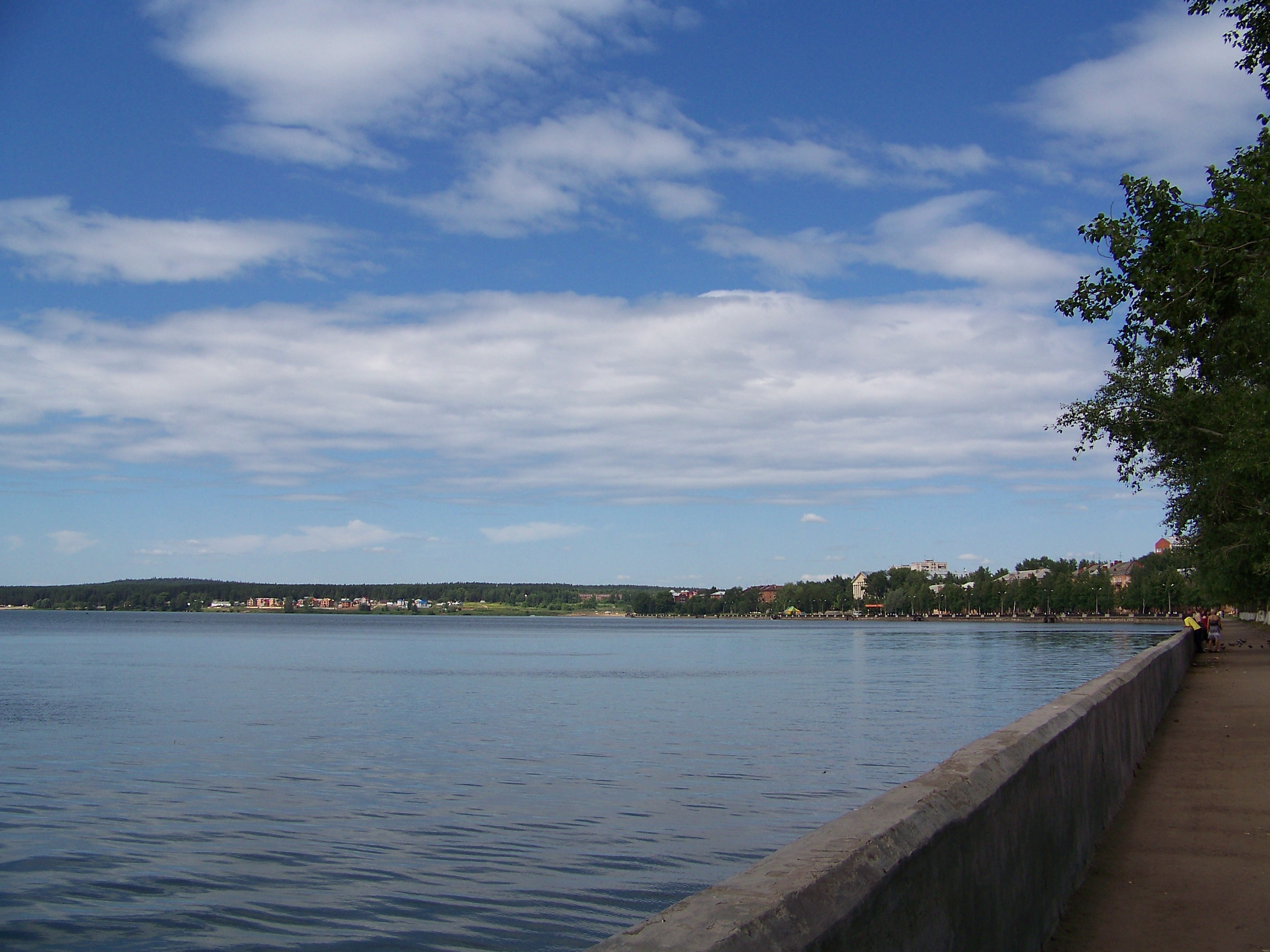
Набережная Воткинского пруда

Расположен на востоке европейской части России, в Предуралье, на реке Вотка (бассейн Камы), в 52 км к северо-востоку от Ижевска. Вытянут вдоль берега Воткинского пруда — искусственной запруды на реке Вотка. В 40 км от Воткинска на Каме находится Воткинская ГЭС. Общая площадь территории Воткинска достигает 112 км².
Часовой пояс
Город Воткинск, как и вся Удмуртия, находится в часовом поясе, обозначаемом по международному стандарту как Samara Time Zone (SAMT). Смещение относительно UTC составляет +4:00. По территории Удмуртии проходит меридиан 52°30′ в. д., разделяющий 3-й и 4-й географические часовые пояса, поэтому в центре и на востоке (включая Воткинск и Ижевск) официальное время соответствует географическому поясному времени.
Климат
Климат умеренно континентальный. Достаточно продолжительная зима, температура в период которой может опускаться до −35 °С, сменяется коротким летом, в летний период столбик термометра может подниматься вплоть до 37 градусов (особенно в течение последних нескольких лет. Среднегодовые показатели: температура — +3,0 C°, скорость ветра — 3,6 м/с, влажность воздуха — 76 %.
| Показатель                    | Янв.  | Фев.  | Март  | Апр.  | Май  | Июнь | Июль | Авг. | Сен. | Окт.  | Нояб. | Дек.  | Год   |
| ----------------------------- | ----- | ----- | ----- | ----- | ---- | ---- | ---- | ---- | ---- | ----- | ----- | ----- | ----- |
| Абсолютный максимум, °C       | 3,6   | 5,8   | 10,1  | 27,5  | 31,1 | 35,6 | 37,0 | 37,0 | 33,0 | 22,4  | 10,8  | 4,5   | 37,0  |
| Средний суточный максимум, °C | −8,9  | −7,7  | −0,7  | 8,8   | 18,2 | 23,2 | 25,1 | 21,9 | 15,2 | 6,9   | −2,4  | −7,5  | 7,7   |
| Средняя температура, °C       | −12,4 | −11,7 | −5    | 3,7   | 11,7 | 17,0 | 19,0 | 16,0 | 10,2 | 3,4   | −5,1  | −10,6 | 3,0   |
| Средний суточный минимум, °C  | −16,1 | −15,5 | −9,2  | −0,6  | 5,9  | 11,2 | 13,4 | 11,1 | 6,2  | 0,4   | −7,8  | −14   | −1,3  |
| Абсолютный минимум, °C        | −46,8 | −40,4 | −32,1 | −23,9 | −9,4 | −2,4 | 4,3  | −1,7 | −5,5 | −21,3 | −33,5 | −47,5 | −47,5 |
| Норма осадков, мм             | 30    | 21    | 22    | 26    | 48   | 62   | 59   | 67   | 55   | 51    | 40    | 30    | 511   |

## История

Памятник Петру Чайковскому в Воткинске

Первое поселение на территории города, так называемое «Воткинское городище», датируется III—V веками и относится к мазунинской археологической культуре.
Воткинск основан графом Петром Ивановичем Шуваловым 3 (14) апреля 1757 года как посёлок — Воткинский завод) при строительстве Воткинского железоделательного завода. Указ Сената о строительстве завода на Вотке был подписан 20 октября 1757 года. Административно посёлок входил в Хлыновский уезд Казанской губернии.
Место для строительства плотины было выбрано изыскателями под руководством А. С. Москвина ниже впадения в Вотку рек Шаркан и Берёзовка. Построенная в 1757 году плотина длиной в 382 сажени оказалась самой большой на Урале. Ниже плотины в 1757—59 годах строились основные агрегаты железоделательного завода. Параллельно строились жилые дома. На строительстве работали 106 мастеровых Гороблагодатских заводов и несколько тысяч приписных крестьян из близлежащих поселений. 21 сентября 1759 были запущены 2 молота и получено первое железо. Официальной датой пуска завода считается 1 ноября 1759 года. На заводе функционировали кричная фабрика, а также фабрики по производству листового и сортового железа. В 1760 году на заводе работали 260 человек, функционировали 14 молотов, было выковано 75,6 тысяч пудов железа.
Положение приписных крестьян на Камских заводах было тяжёлым, что привело к волнениям в 1750—60 годы. В 1763 году Камские заводы были переданы в казну горному ведомству Берг-коллегии.
В 1769 году была построена лудильная фабрика, выпускавшая лужёное железо для кровли Царскосельских дворцов. Объёмы производства металла составили (тысяч пудов): 1766 год — 129,4; 1767 год — 143; 1770 год — 115,2.
24 июня 1774 года посёлок и завод был захвачен войском Е. И. Пугачёва, двигавшегося из города Осы. В результате набега был частично разрушен завод и посёлок, сожжены Дмитровская церковь, дом управителя и контора. Часть рабочих примкнула к войску восставших, многие разбежались. Несколько человек, отказавшихся присягать Пугачёву, были повешены. В результате численность заводских мастеровых сократилась более чем в два раза. Далее Пугачёв с войском двинулся на Ижевский завод. Завод был восстановлен в 1775 году. Восстановленный завод производил железа (тысяч пудов): в 1776 году — 170,6; в 1777 году — 104; в 1779 году — 136.
По указу Екатерины II в 1779 году на заводе было освоено и осуществлялось в течение 140 лет производство якорей для кораблей военно-морского флота. Для обеспечения производства с помощью присланных из Адмиралтейства мастеров, была построена якорная фабрика с 8 горнами и 3 молотами. В 1782 году были выпущены первые якоря адмиралтейского типа, в 1783 году были поставлены Адмиралтейству якоря общим весом 1429 пудов, в 1784 — 3929; в 1785/1786 — 5677; в 1786/1788 — 8344. В дальнейшем завод выпускал ежегодно до 11—15 тысяч пудов якорей.
С 1759 года по 1796 год посёлок при Воткинском заводе относился к Вятской провинции Казанской губернии, с 1797 года по 1921 год входил в состав Сарапульского уезда Вятской губернии.
В 1801 году после перехода Ижевского завода (ныне Концерн «Калашников» и Ижсталь) из горного ведомства в военное в Воткинск переехал А. Ф. Дерябин. В 1807 году он организовал производство инструментальной стали на Воткинском заводе.

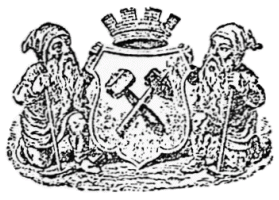
Герб горного города-завода. 1875. Воткинск.

В 1813 заводской посёлок получил статус горного города.
1 мая 1898 года Воткинский завод был выделен в самостоятельный горный округ. В это же время началась капитальная перестройка завода по проектам архитектора В. Н. Петёнкина.
В 1837—48 годах горным начальником Камско-Воткинских заводов был подполковник Корпуса горных инженеров И. П. Чайковский. Под его руководством на заводе в 1837 году была построена первая в России пудлинговая печь, в 1847 году началось судостроение, в 1848 сплавлен первый пароход «Астрабад» по рекам Вотка, Сива на Каму. За 80 лет было построено свыше 400 судов. 25 апреля 1840 года в посёлке родился и провёл первые 8 лет своей жизни Пётр Ильич Чайковский.
В 1857 году на Воткинском заводе изготовлен шпиль Петропавловской крепости высотой 48,5 м, весом свыше 3500 пудов. В 1895 в селе Галёво была заложена первая на территории Удмуртии железная дорога, соединившая пристань на Каме с заводом.
18 октября 1902 в Воткинске родился Евгений Андреевич Пермяк, русский советский писатель и драматург, журналист, режиссёр.
17 августа 1918 года жители Воткинска, поддержав Ижевское антибольшевистское восстание, изгнали советскую власть. Позднее Ижевско-Воткинское восстание расширилось на весь Сарапульский уезд Вятской губернии. До 11 ноября 1918 года повстанцы не только держали оборону от наступавших со всех сторон 2-й армии (РККА) и 3-й армия (РККА), но смогли расширить границы восстания до Пермской, Уфимской и Казанской губерний. Только при отступлении на соединение с Белой армией из Воткинска ушло около 30 тысяч человек из числа рабочих, крестьян и их семей.
В марте 1919 город был занят Сибирской армией А. В. Колчака, в июне — РККА.
За годы Гражданской войны население Воткинска уменьшилось в 2 раза, завод был почти полностью разрушен. В ноябре 1922 года завод был законсервирован и возобновил работу только в сентябре 1925 года.
С 1921 года по 1923 год город Воткинск — волостной центр Сарапульского уезда Пермской губернии. Декретом ВЦИК от 05.04.1926 «Об утверждении списка городов Уральской области» отнесён к статусу рабочего посёлка. С 18 апреля 1923 года по 1934 год в Уральской, Свердловской области, с 1934 года по 1935 год — в Кировском крае. 20 августа 1935 года посёлок был преобразован в город, до 1936 года входивший в Кировский край, с 1936 года по 1937 год — в Кировскую область. 22 октября 1937 года город Воткинск из состава Кировской области был передан в состав Удмуртской АССР.
26 сентября 2019 года получил официальное название — муниципальное городской округ Удмуртской республики «город Воткинск».
11 сентября 2023 года Указом Президента Российской Федерации городу было присвоено звание «Город трудовой доблести».

## Население
| 1897     | 1920     | 1931     | 1939     | 1959     | 1962     | 1967     | 1970     | 1973     |
| -------- | -------- | -------- | -------- | -------- | -------- | -------- | -------- | -------- |
| 21 000   | ↗24 691  | ↗28 200  | ↗39 000  | ↗59 666  | ↗68 000  | ↗72 000  | ↗74 088  | ↗79 000  |
| 1975     | 1976     | 1979     | 1982     | 1985     | 1986     | 1987     | 1989     | 1990     |
| ↗84 000  | →84 000  | ↗89 779  | ↗95 000  | ↗100 000 | →100 000 | ↗101 000 | ↗103 509 | ↗104 000 |
| 1991     | 1992     | 1993     | 1994     | 1995     | 1996     | 1997     | 1998     | 1999     |
| ↗105 000 | →105 000 | →105 000 | ↘104 000 | →104 000 | ↘103 000 | →103 000 | →103 000 | ↘102 000 |
| 2000     | 2001     | 2002     | 2003     | 2005     | 2006     | 2007     | 2008     | 2009     |
| ↘101 700 | →101 700 | ↘99 441  | ↘99 400  | ↘98 500  | ↘98 000  | ↘97 600  | ↘97 300  | ↘96 936  |
| 2010     | 2011     | 2012     | 2013     | 2014     | 2015     | 2016     | 2017     | 2018     |
| ↗99 022  | ↘99 000  | ↘98 628  | ↘98 287  | ↘98 045  | ↗98 222  | ↘98 134  | ↘98 063  | ↘97 550  |
| 2019     | 2020     | 2021     | 2024     | 2025     |          |          |          |          |
| ↘97 345  | ↘97 244  | ↗97 471  | ↘96 037  | ↘95 137  |          |          |          |          |

На 1 января 2025 года по численности населения город находился на 177-м месте из 1124 городов Российской Федерации.
По численности населения город занимает второе место в Удмуртской Республике после Ижевска (616 297).
Демография
По состоянию на 1 января 2015 года численность населения Воткинска составляла 98 222 человека, из которых 63 % (60 990 человек) — в трудоспособном возрасте. Согласно статистике, уровень рождаемости в Воткинске (как и в Ижевске) превосходит уровень смертности.
Национальный состав
По данным переписи 2020 года, доля русских в городе составляет 90,48 %, удмуртов — 5,55 %, татар — 2,55 %.

## Местное самоуправление
Главы города
- 1994—2002 — Валерий Леонидович Фридрих
- с 24 ноября 2005 года по 10 октября 2010 — Александр Владимирович Кузнецов
- с 10 октября 2010 года по 23 ноября 2011 года — Владимир Григорьевич Ушатиков.
- с 26 января 2012 года по 13.01.2018 — Владимир Михайлович Перевозчиков (Глава Удмуртии Александр Бречалов отправил Перевозчикова В. М. в отставку с формулировкой «утрата доверия»)
- с 3 июня 2018 года — Алексей Владимирович Заметаев

## Районы города

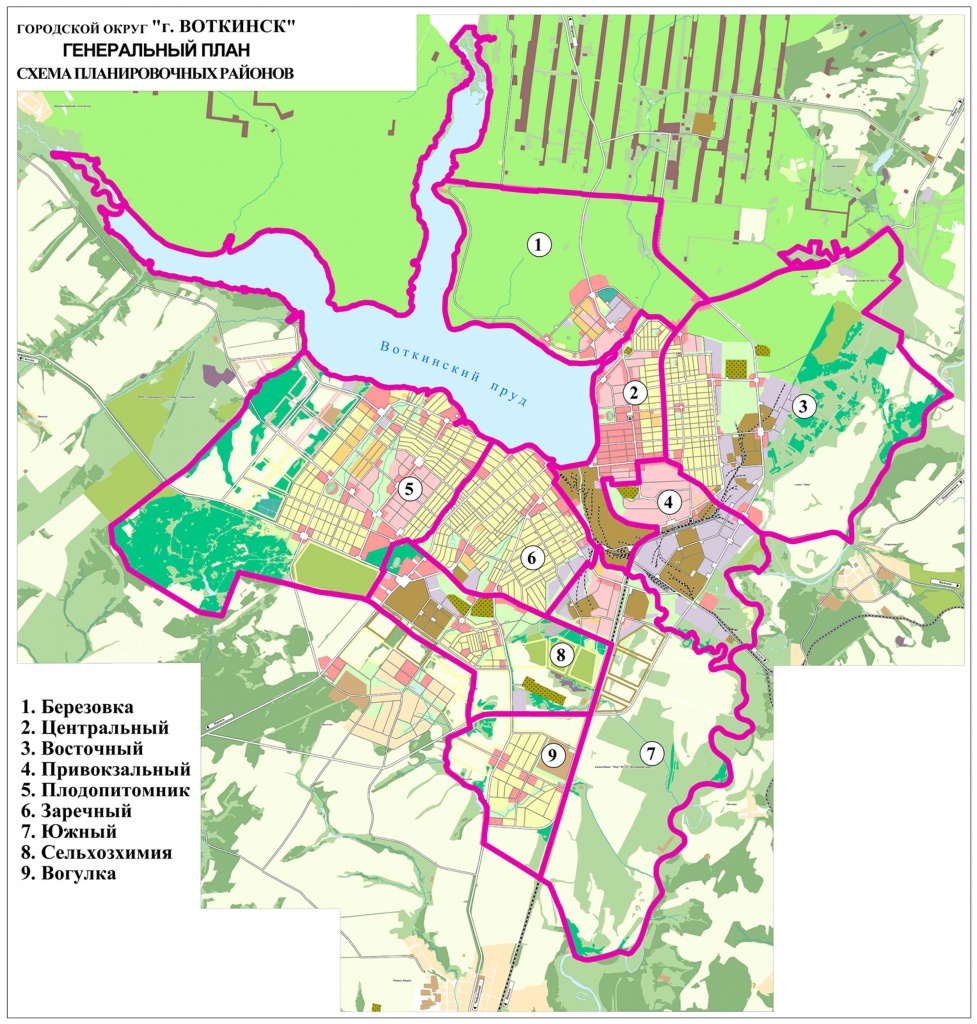
Карта районов Воткинска

Территория города делится на 9 жилых районов: Берёзовка, Центральный, Восточный, Привокзальный, Плодопитомник, Заречный, Южный, Сельхозхимия и Вогулка.

## Транспорт
В городе находится одноимённая железнодорожная станция.
Есть так-же 4 автобусных предприятия
ООО "ПАТП" №1,ООО "ПАТП" №2 , "Игринское АТП", "Удмуртавтотранс"
Маршруты:
№1 Центр-Вогулка
№2 Казанский Вокзал-Южный Посёлок 
№5 ул.Молодежная-Южный Поселок
№6 Центр-Нефтеразведка(закрыт в 2015 году)
№7 Музпедколледж-Казанский Вокзал 
№9 Центр-Сад№6
№10 Микрорайон Пески-Совхоз Чайковский 
№11 Музпедколледж-Микрорайон Сельхоз химия
№15 ул.Садовнникова-Казанский Вокзал 
№16 ул.Молодежная-Казанский Вокзал
№22 Южный Посёлок-Сад №11
№24 Казанский Вокзал- Микрорайон Сельхозтехника 
№26 Южный Поселок- Нефтеразведка 
№30 Ателье " Весна" - ул. Светлая
№40 Винзавод-Микрорайон Сельхозтехника 
№45 ул.Молодежная-Микрорайон Сельхозтехника 
№55 ул.Молодежная-Сад№11
№61 ул.Садовнникова-Центр

## Социальная сфера
Дворцы и Дома культуры
- Дворец культуры «Юбилейный»
- Дом культуры на Кирова
- Культурно-досуговый центр «Октябрь»

Музеи
- Музей истории и культуры г. Воткинска (Народный краеведческий музей г. Воткинска, основан в 1968)
- Государственный музей-усадьба П. И. Чайковского

Школы искусств

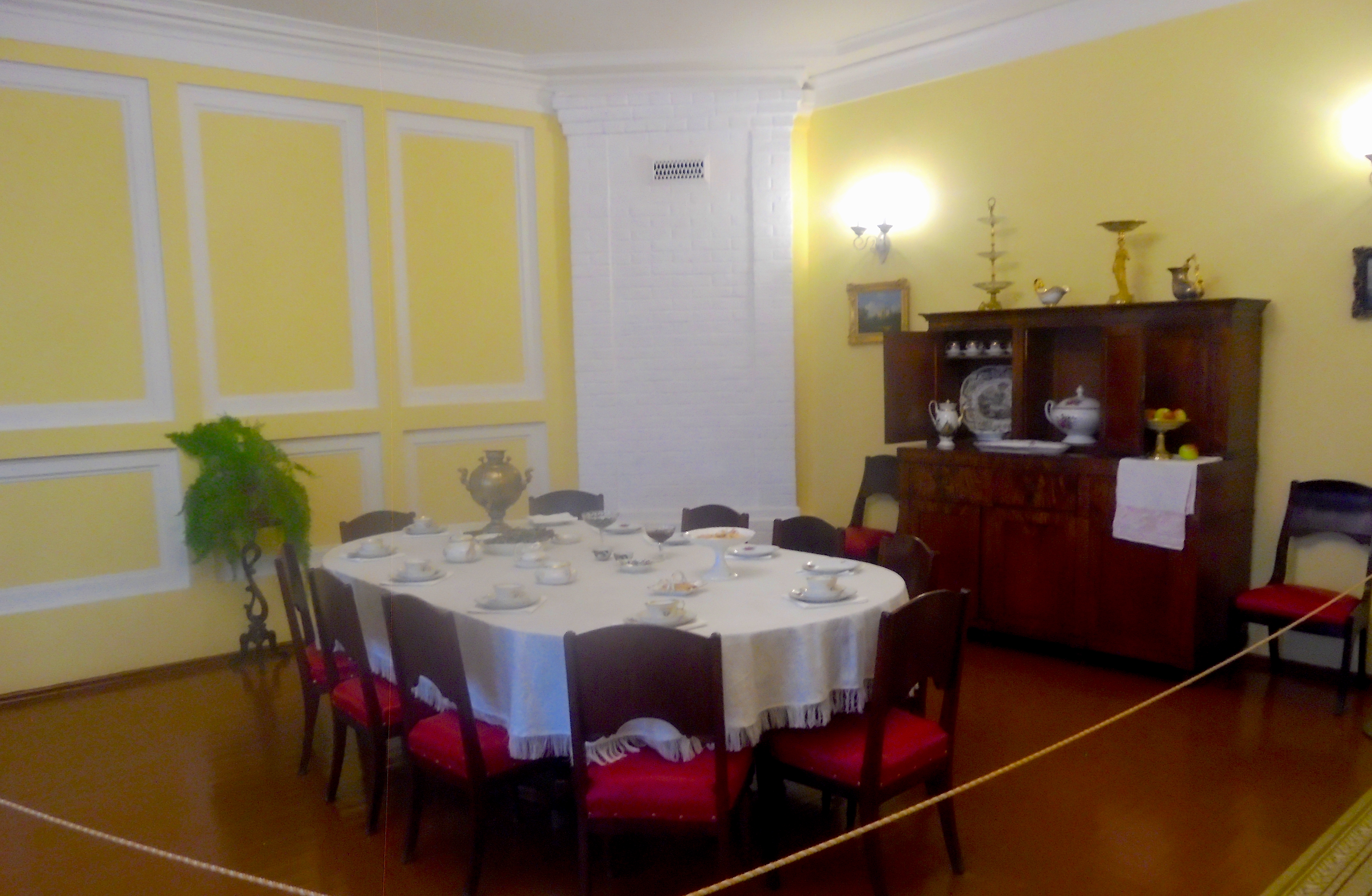
Столовая семьи Чайковских в музее-усадьбе

- Воткинская детская школа искусств имени П. И. Чайковского
- Детская школа искусств № 2

Кинотеатры
- Киноцентр «Айсберг» (4 зала), Октябрь, Звезда

Парки и сады
- Детский парк
- Сад им. П. И. Чайковского

Библиотеки
- Центральная городская библиотека им. Д. Фурманова
- Центральная городская детская библиотека им. Е. А. Пермяка
- Библиотека — филиал № 1
- Библиотека — филиал № 4
- Библиотека — филиал № 5
- Библиотека — филиал № 6
- Библиотека — филиал № 2
- Библиотека — филиал № 3
- Библиотека — филиал № 8
- Библиотека — филиал № 7

Физкультура и спорт
Город Воткинск располагает 92 спортивными сооружениями из них 87 сооружений находятся в муниципальной собственности, физкультурой и спортом занимаются более 20 тысяч человек. В городе культивируется 45 видов спорта, занятия организованы круглогодично. Ежегодно проводятся более 100 соревнований, в них принимают участие более 25 тысяч человек.
В Республиканском смотре-конкурсе на лучшую организацию спортивно-массовой работы в муниципальных образованиях Удмуртской Республики среди городских муниципальных образований Воткинск в 2011 году занимает третье место.
В городе имеется команда по хоккею с мячом «Знамя-Удмуртия». В настоящее время выступает в Высшей лиге Первенства России по хоккею с мячом.
Спортивные сооружения:
- Спорткомплекс «Юность»
- Стадион «Знамя»
- «Дом физкультуры»
- Горнолыжная база «Метелица»
- Спортзал «Знамя»
- Лыжная база
- ДЮСШ «Уралец»
- клуб «Уралец»
- клуб «Восход»
- Зал «Орбита»
- Спортзал «Спартак»
- Спортзал «Нефтяник»
- Муниципальное автономное учреждение МАУ ДОД ДЮСШ «Знамя»
- МОУ ДОД ДЮСШ УО
- Спорткомплекс «Атлет»

Городские праздники
Ежегодно в городе Воткинске проходят: музыкальный фестиваль «Молодые таланты России на родине П. И. Чайковского», музыкальный фестиваль «На родине П. И. Чайковского», посвящённый Дню рождения композитора, традиционные праздники «Широкая Масленица», «День города», «День России», национальные праздники и др. Музыкальный фестиваль им. П. И. Чайковского ежегодно принимает лучших исполнителей и коллективы страны и зарубежья. Также ежегодно проводятся межрегиональные народно-спортивные праздники «Большой лёд» и «Большая вода».
Здравоохранение
Список больниц Воткинска:
- Городская больница № 1
- Городская больница № 2
- Детская городская больница
- Стоматологическая поликлиника
- Противотуберкулёзный диспансер
- Психоневрологический диспансер
- Детский санаторий «Родничок»
- «Специализированный Дом ребёнка»

Образование
В городе находится больше десятка средних общеобразовательных школ. В 1990-х годах их было около 20, теперь на территории бывшей школы № 20 располагается филиал УдГУ (Удмуртского Государственного Университета). Из высших учебных заведений также есть филиал ИжГТУ (Ижевский Государственный Технический Университет). Тем не менее, много молодёжи уезжает на учёбу в большие города: Ижевск, Пермь, Казань, Москву, Санкт-Петербург.
Так как градообразующим предприятием является Воткинский завод, то в городе больше востребованы технические специальности. При заводе ещё в 1907 году был открыт Воткинский машиностроительный техникум. Работают также и другие не менее важные среднеспециальные заведения, такие как Воткинское медицинское училище, Профессиональный лицей № 15, Воткинское педагогическое училище.
- Филиал Ижевского государственного технического университета
- Филиал Удмуртского государственного университета

В сеть образовательных учреждений дошкольного, общего и дополнительного образования входит 55 образовательных учреждений, в том числе:
- 33 дошкольное образовательное учреждение;
- 16 общеобразовательных школ, среди них 1 кадетская школа-интернат, одно учреждение повышенного уровня образования — Воткинский лицей;
- 1 специальная (коррекционная) общеобразовательная школа VIII вида;
- 1 детский дом;
- 5 учреждений дополнительного образования.

Список школ Воткинска
- Воткинский лицей
- Средняя общеобразовательная школа № 1
- Основная общеобразовательная школа № 2
- Средняя общеобразовательная школа № 3
- Средняя общеобразовательная школа № 5
- Средняя общеобразовательная школа № 6 имени Н. З. Ульяненко
- Средняя общеобразовательная школа № 7
- Низкая общеобразовательная школа № 8
- Основная общеобразовательная школа № 9
- Средняя общеобразовательная школа № 10 имени Ю. А. Гагарина
- Средняя общеобразовательная школа № 12 им. Кудинова
- Средняя общеобразовательная школа № 15
- Средняя общеобразовательная школа № 17
- Средняя общеобразовательная школа № 18
- Средняя общеобразовательная школа № 22 им. А. С. Макаренко

- Удмуртский кадетский корпус (создан на базе общеобразовательной школы-интерната Удмуртской Республики «Кадетская школа-интернат» в соответствии с распоряжением Правительства Удмуртской Республики от 14 октября 2013 г. № 688-р)[52]
- Специальное (коррекционное) общеобразовательное учреждение VIII вида

Список учреждений дополнительного образования:
- Центр детского творчества;
- Станция юных техников;
- Эколого-биологический центр;
- Детско-юношеская спортивная школа;
- Детско-юношеская школа по конному спорту;
- Детско-юношеская школа по шашкам и шахматам.

## Экономика
В рейтинге «250 крупнейших промышленных центров России» Воткинск занимает 105 место (2013 год). В «Генеральном рейтинге привлекательности российских городов 2011» Воткинск занял 149 место из 164 возможных.
Финансовые услуги
В Воткинске представлен Западно-Уральский банк Сбербанка России. В Воткинске также действуют филиалы большинства крупнейших российских коммерческих банков: «ВТБ», «ПСБ», «Газпромбанк», «Уралсиб»,  «Датабанк», «Россельхозбанк»
Крупные промышленные предприятия
- Воткинский завод
- Завод нефтегазового оборудования «ТЕХНОВЕК»
- ООО «ЭТЗ Вектор»
- Предприятие «Воткинская промышленная компания»
- Предприятие «Торговый дом Воткинский завод»
- Предприятие «Базальтовые технологии»

Связь
- Филиал в Удмуртской Республике ОАО «Ростелеком»

Добывающая промышленность
- Предприятие «Роснефть»
- Предприятие «Удмуртгеология»

Газовая промышленность
- Предприятие «Газпром межрегионгаз Ижевск» — Удмуртская региональная компания по реализации газа

Заводы
Завод строительных материалов
- Воткинский завод строительных материалов — кирпич

Машиностроительные заводы
- Акционерное общество «Воткинский завод» — межконтинентальные баллистические ракеты «Ярс», «Булава», «Тополь-М», оперативно-тактические ракеты «Искандер», оборудование для нужд атомной энергетики, оборудование для транспортировки и хранения газа, металлорежущие станки, нефтяное, газовое и горное оборудование.
- Завод нефтегазового оборудования «ТЕХНОВЕК»
- Завод нефтегазового оборудования «Технология»
- Воткинский ремонтный завод

Пищевая промышленность
- Птицефабрика Вараксино Воткинский филиал — куриное мясо, яйца
- Предприятие «Воткинскмолоко»
- Воткинский хлебокомбинат

Торговля и сфера услуг
В Воткинске представлены торговые сети: федеральные («Магнит», «Пятёрочка»)

## Средства массовой информации
В городе в 1906 году появились первые собственные печатные издания «Бюллетень», а в 1907 году газета «Труд».
Чуть позже появилась «Воткинская газета», выходившая ежедневно на четырёх полосах, учреждена была Воткинским обществом потребителей, в состав редакционной комиссии входили Л. И. Лебедев, А. Крониковский, С. С. Сутягин, А. М. Вицын и секретарь И. И. Тимохов. Печаталась газета в местной типографии на цветной афишной бумаге, чаще всего красноватого цвета. В ней помещались местные новости, новости по стране и за рубежом, отчёты прихода и расхода воткинских партийных организаций (эсеров и РСДРП), объявления и реклама.
В 1918 году редакцией было принято решение о приостановлении выпуска «Воткинской газеты», на её основе стали выпускаться две газеты: «Заря» и «Искра». Выпускались они поочерёдно три раза в неделю, но подписка на них была одна.
Следующее десятилетие не только для прессы, но и для самого города было сложным — из-за закрытия завода и гражданской войны население города уменьшилось почти наполовину.
Важной и значимой была газета «Ленинский путь», после распада СССР переименованная в «Воткинские вести», освещала наиболее интересные события в городе и районе. Тираж газеты составлял 1000 экземпляров, а к 1940 году увеличился до 6000.
Газета Воткинского завода «Трудовая вахта» (до середины 50-х годов XX века — именуемая «Сталинской вахтой»), выпускаемая с 1917 года, также посвящала свои материалы городским новостям, но первые страницы рассказывали о жизни завода и его работниках.
В начале этого века печаталось множество газет, в том числе «ВТВ плюс», «Вега» и «Воткинские вести». Последние немного отражают ситуацию и в районе. Кроме печатных изданий в Воткинске есть и электронные СМИ. Новости Воткинска, в том числе и видео, были доступны и на сайте Votkinsk.net. Телекомпания «ВТВ» вела вещание телеканала «ТНТ» в метровом и «РЕН ТВ» в дециметровом диапазонах, а также в кабельной сети. На телеканале ТВ-3 и СТС выходили в эфир передачи телекомпании «Сфера» (новости города, освещение работы городской администрации, деятельность ОАО «Воткинский завод», культурная жизнь города). В FM-диапазоне — новости Воткинска на волнах радиостанций «Европа Плюс» (88,5), «Радио Ваня» (93,1), «Новое радио» (93,7), «Хит FM» (94,1), «Юмор FM» (96,0), «Радио Рекорд» (96,4), «Like FM» (97,6), «Радио Шансон» (98,3), «Русское радио» (98,7), «Радио Моя Удмуртия / Воткинское радио» (99,1), «Ретро FM» (99,5), «Дорожное радио» (99,9), «Радио Дача» (106,4), «Авторадио» (107,3), «Радио России» / «ГТРК Удмуртия» (107,9). С 1 марта 2011 года на «Русском радио — Воткинск» (98,7) впервые в городе начал свою работу стол заказов в прямом эфире.

## Религия
В 1921 году было образовано Воткинское викариатство Сарапульской епархии Русской православной церкви. Ныне город Воткинск входит в Ижевскую епархию Удмуртской митрополии.
- Благовещенский собор (РПЦ)
- Преображенская церковь (РПЦ)
- Свято-Георгиевская церковь (РПЦ)
- Свято-Пантелемоновская церковь (РПЦ)
- Свято-Пантелемоновская церковь (РПАЦ)
- Церковь Евангельских Христиан-Баптистов.
- Церковь Христиан Веры Евангельской Пятидесятников «Дело Веры» (РОСХВЕ)
- Церковь Христиан Веры Евангельской Пятидесятников «Филадельфия» (РЦХВЕ)
- Церковь Христиан Адвентистов Седьмого Дня.
- Мечеть

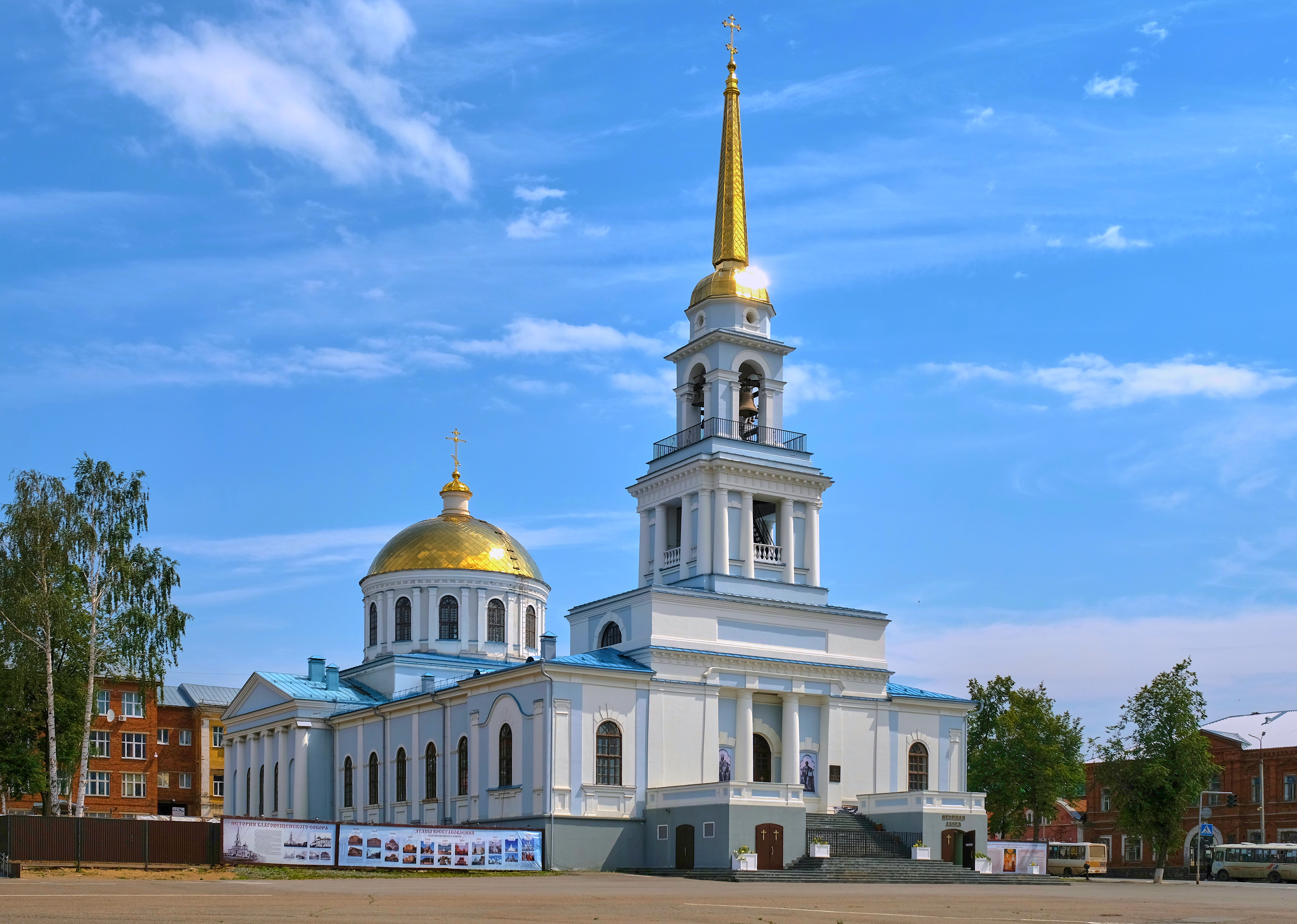
Благовещенский собор
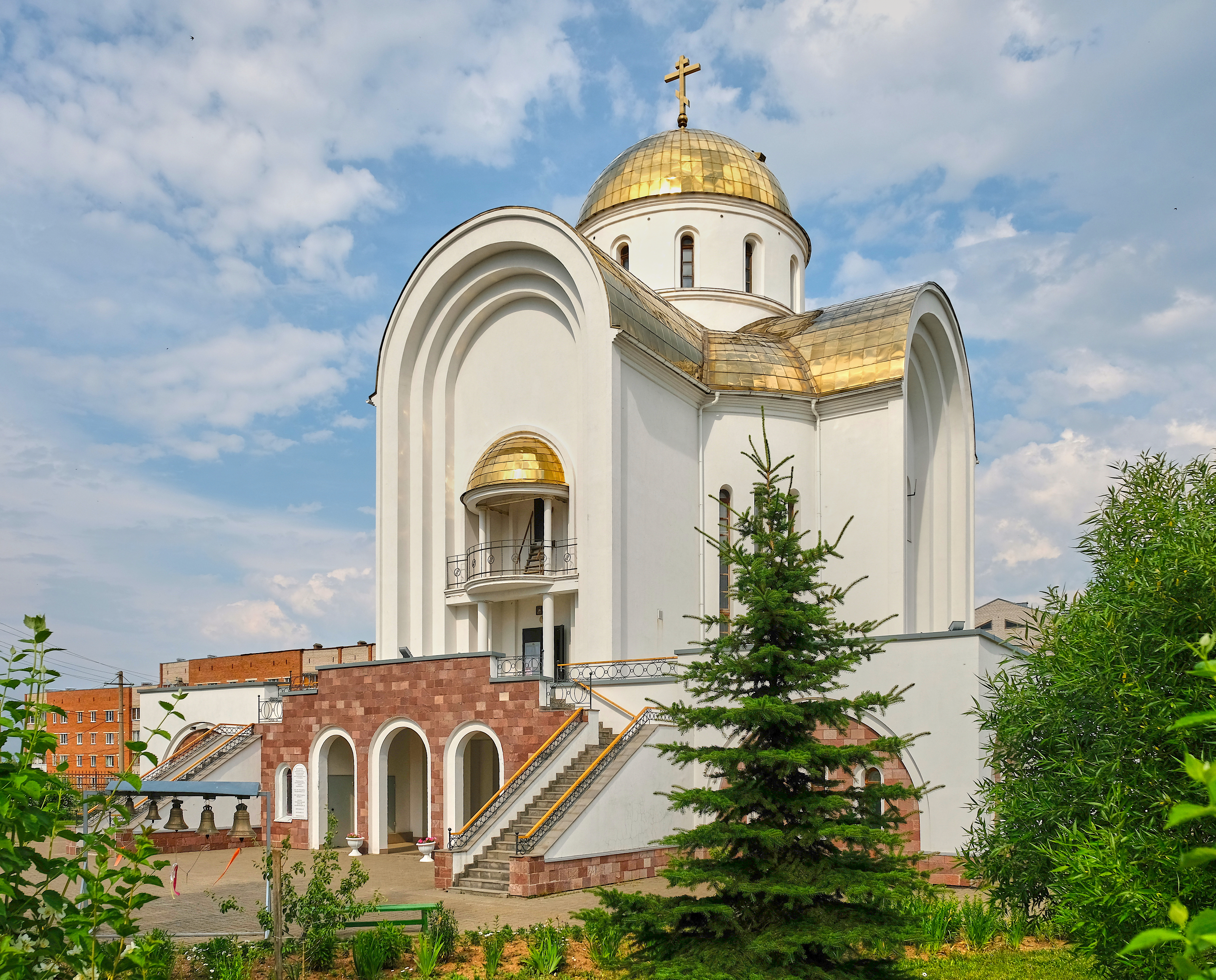
Храм Георгия Победоносца
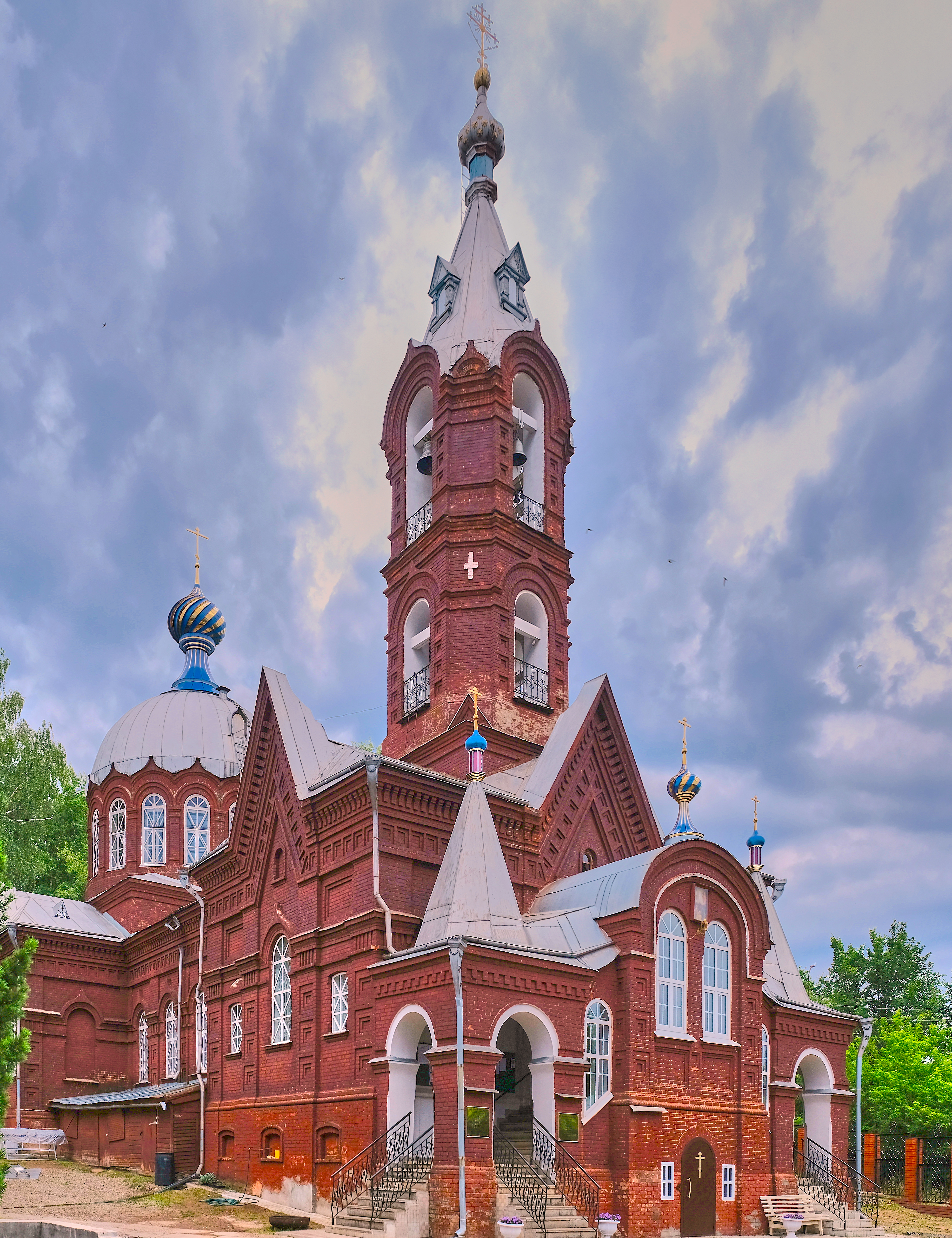
Спасо-Преображенская церковь
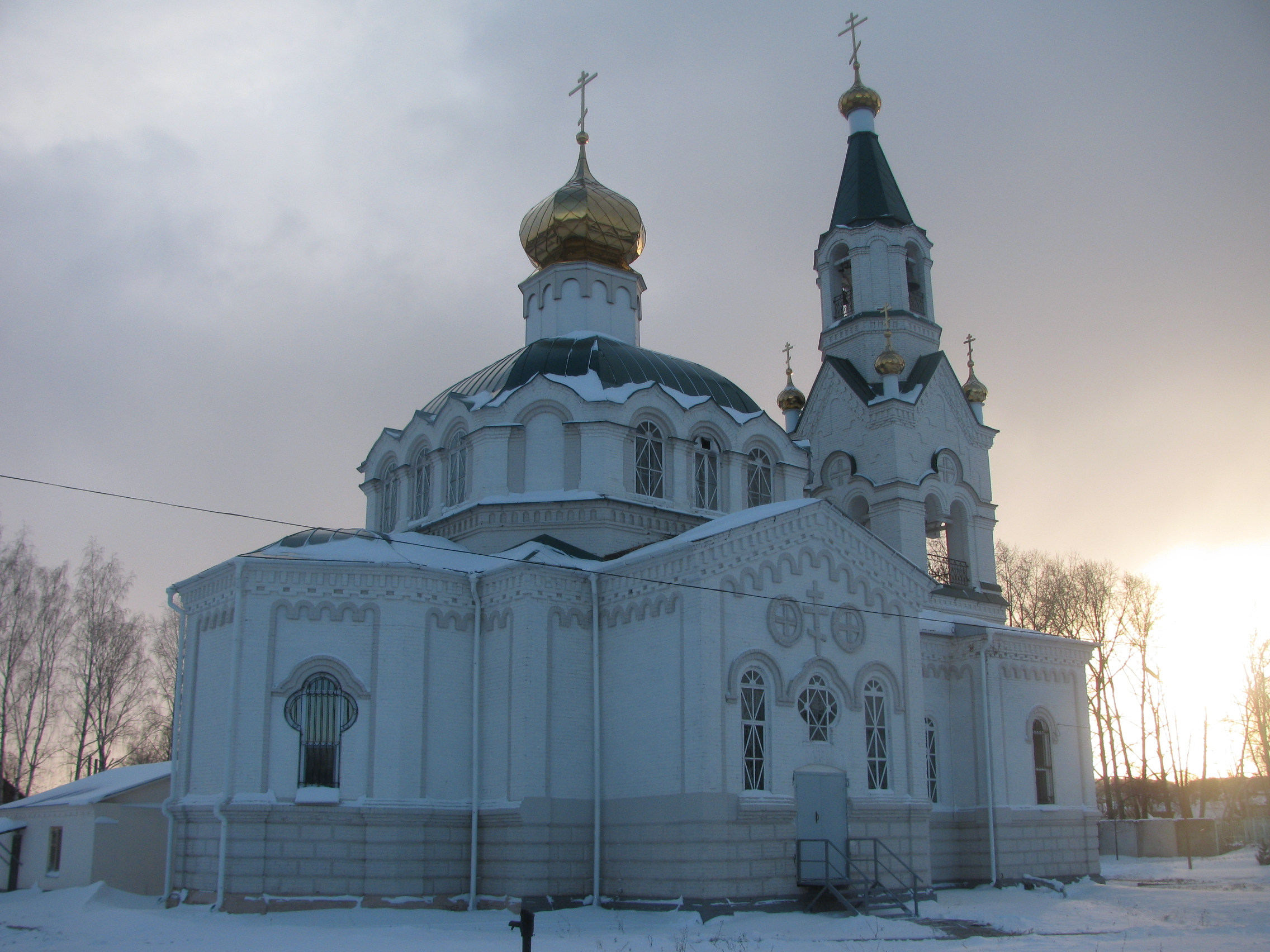
Церковь Святого Пантелеймона

## Известные уроженцы
- Давид Сагитович Белявский — российский гимнаст, олимпийский чемпион.
- Нина Захаровна Ульяненко — Герой Советского Союза.
- Пётр Ильич Чайковский — российский композитор.
- Евгений Андреевич Пермяк — советский и российский писатель.
- Пётр Алексеевич Соколов — советский и российский деятель науки, учёный-лесовод.

## Достопримечательности
Основная доля достопримечательностей расположена в центральном районе города.
- Музей истории и культуры (Народный краеведческий музей г. Воткинска, основан в 1968)
- Государственный музей-усадьба П. И. Чайковского
- Памятник П. И. Чайковскому (1990). Скульптор О. Комов, архитектор Н. Комова.
- Воткинская плотина (начало строительства — 17 апреля 1758 г.)
- Красная больница (Богадельня им. А. И. Созыкина). (1902—1906 гг.) Архитектор И. А. Чарушин.
- Церковь Преображения Господня (1897—1901). Архитектор И. А. Чарушин.
- Церковь Георгия Победоносца
- Памятник «Якорь» (1959 г.)
- Благовещенский собор (1819 г.)
- Памятник В. И. Ленину (1958 г.)
- Николаевский корпус Воткинского завода (1828—1834). Архитектор В. Н. Петёнкин
- Дворец культуры «Юбилейный» (1967 г.). Архитектор В. Орлов
- Памятник В. С. Высоцкому (2016 г.)

С 1958 года в апреле-мае проводится ежегодный Музыкальный фестиваль П. И. Чайковского. Также в городе проводится Международный конкурс юных музыкантов «Родина Чайковского».

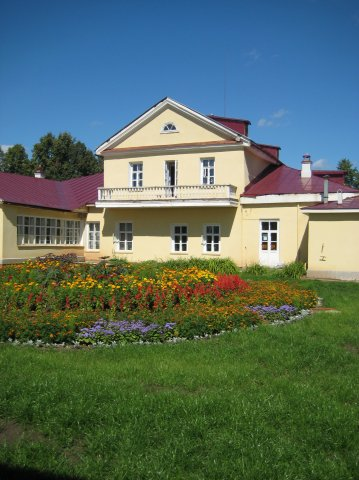
Внутренний двор музея-усадьбы П. И. Чайковского
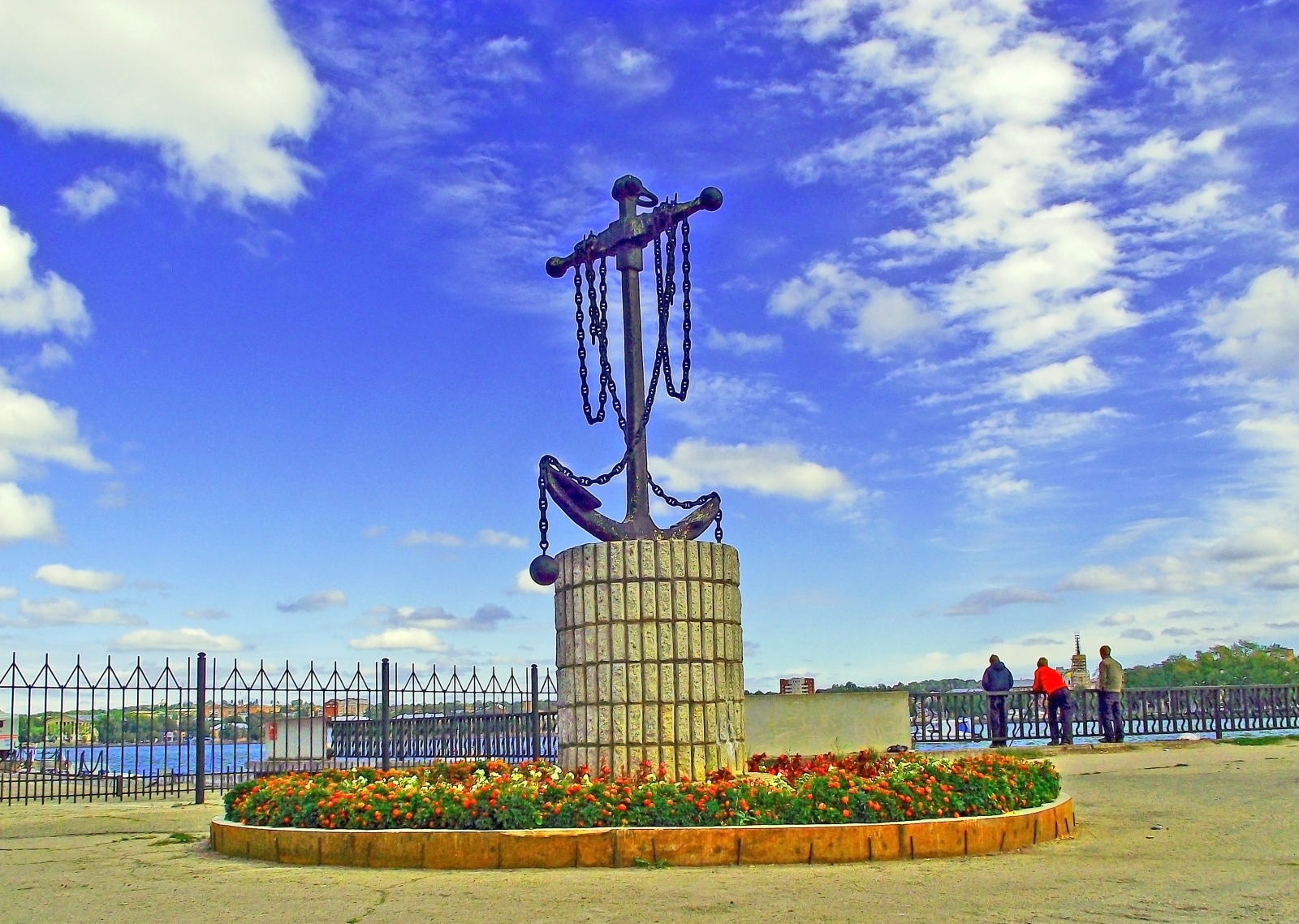
Памятник «Якорь»
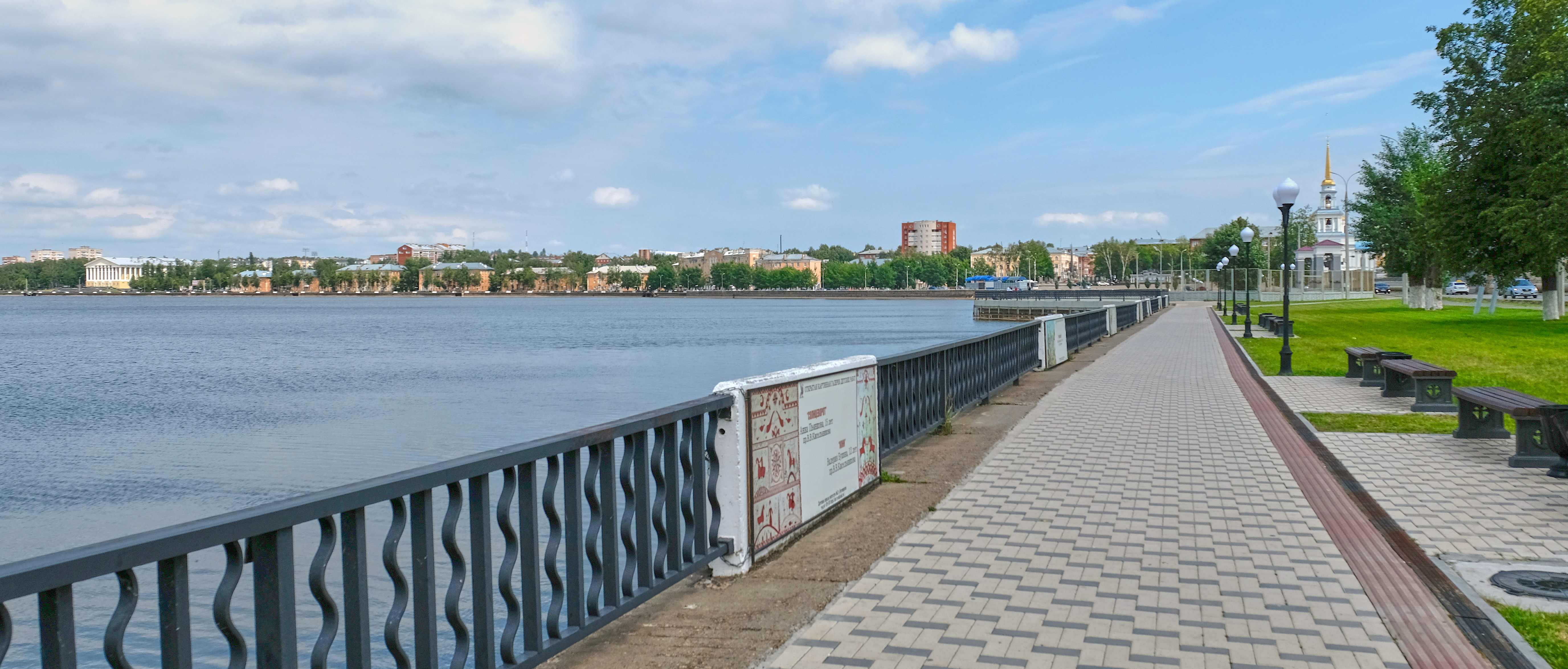
Набережная Воткинского пруда
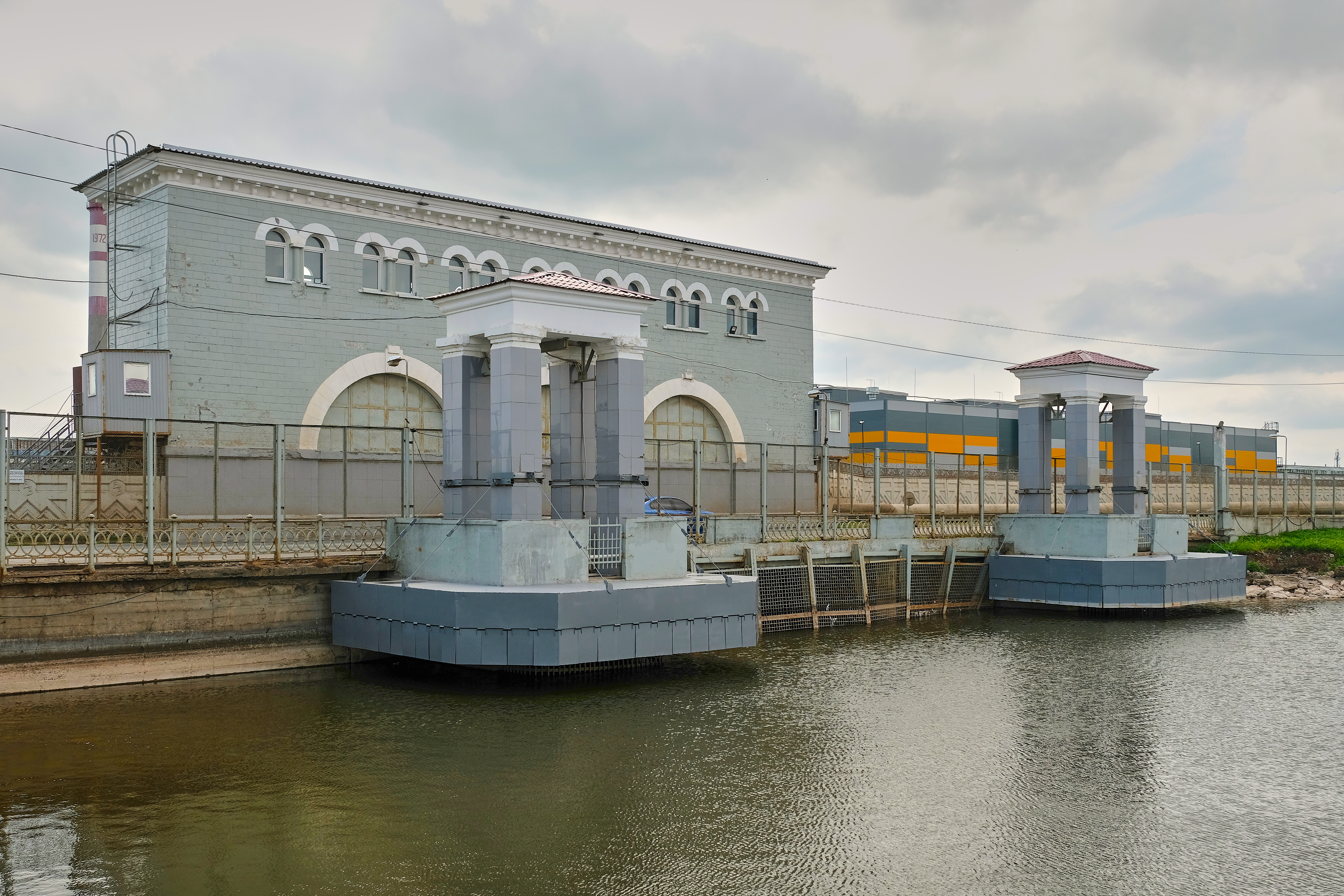
Плотина Воткинского пруда
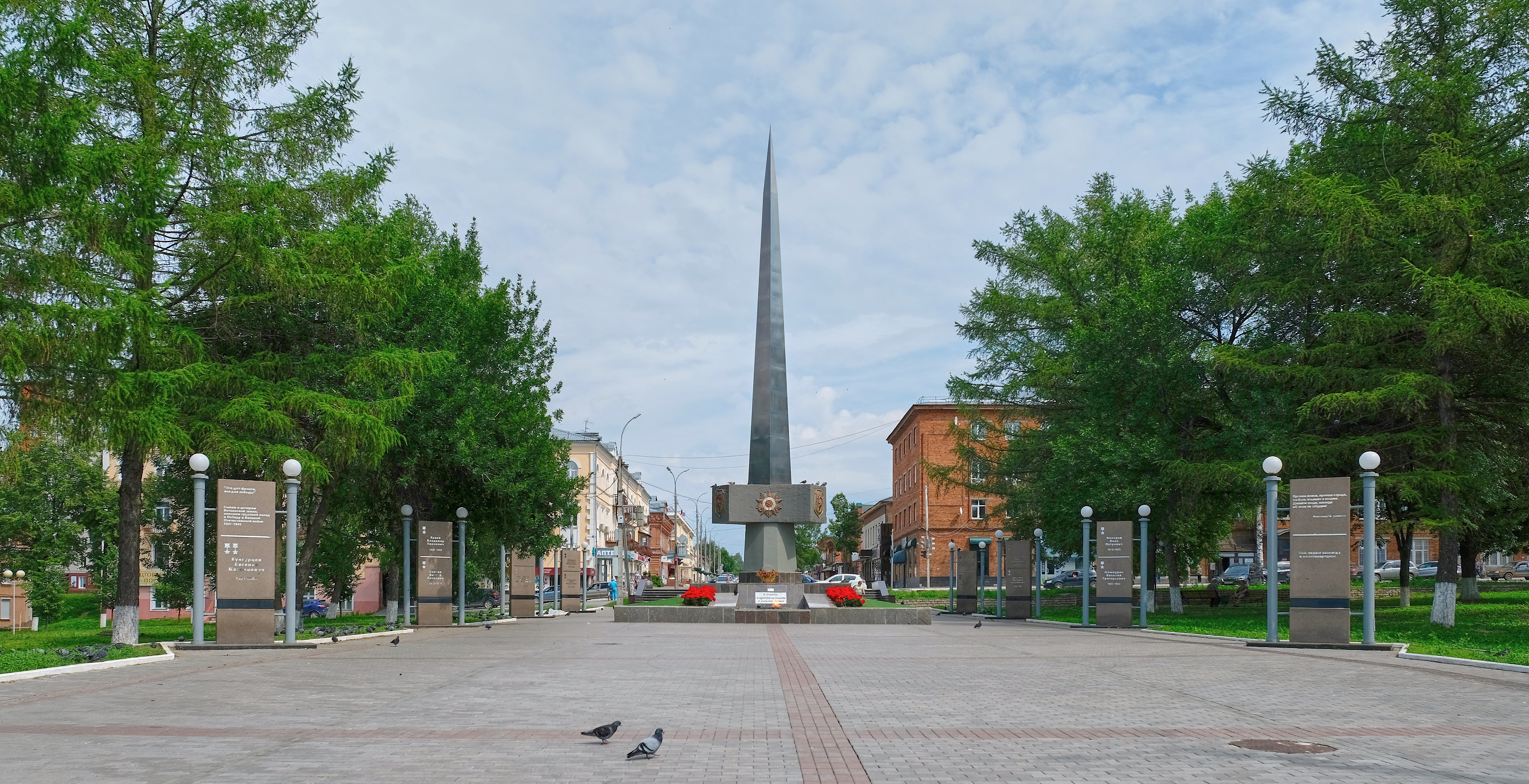
Аллея Славы
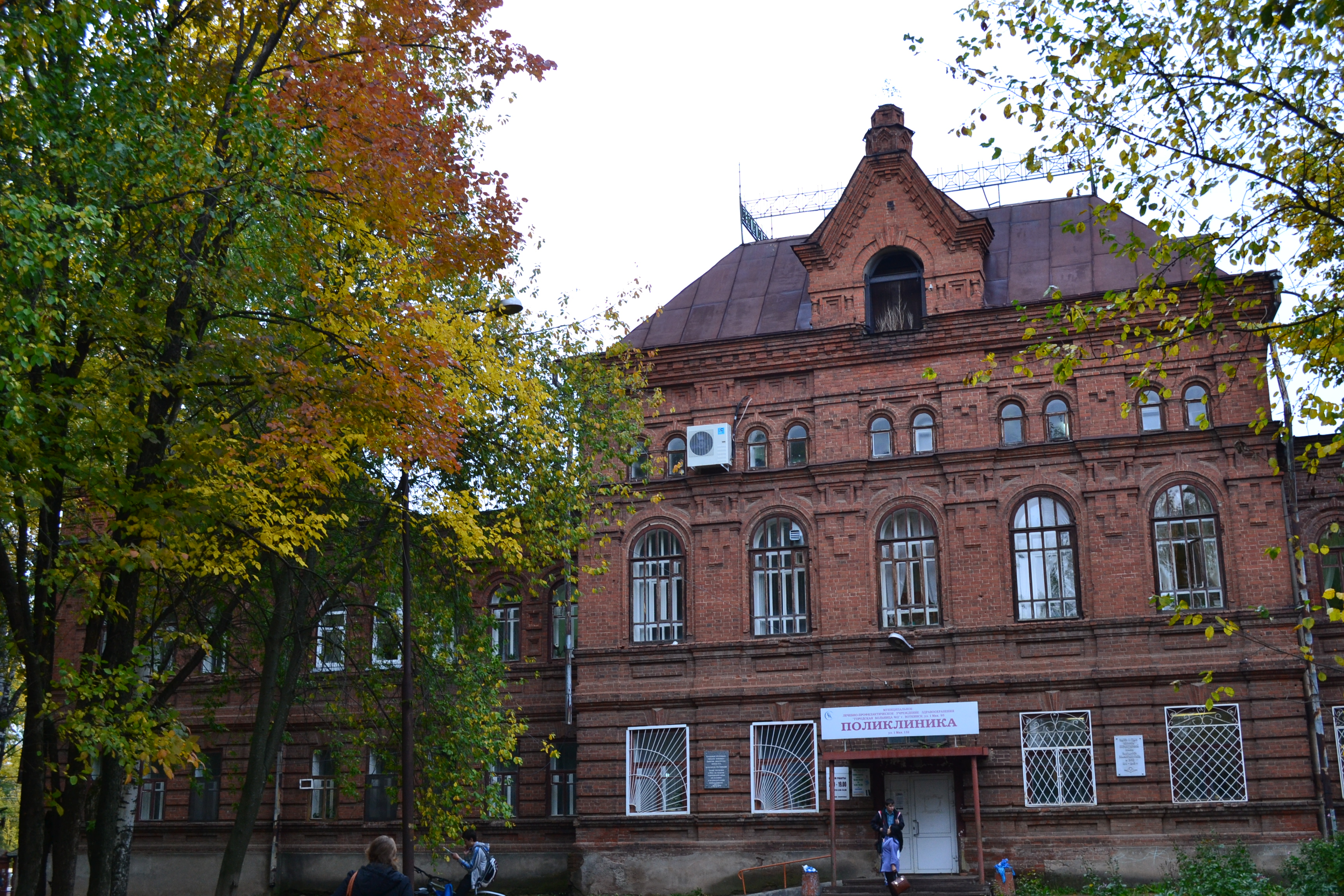
Богадельня им. А. И. Созыкина
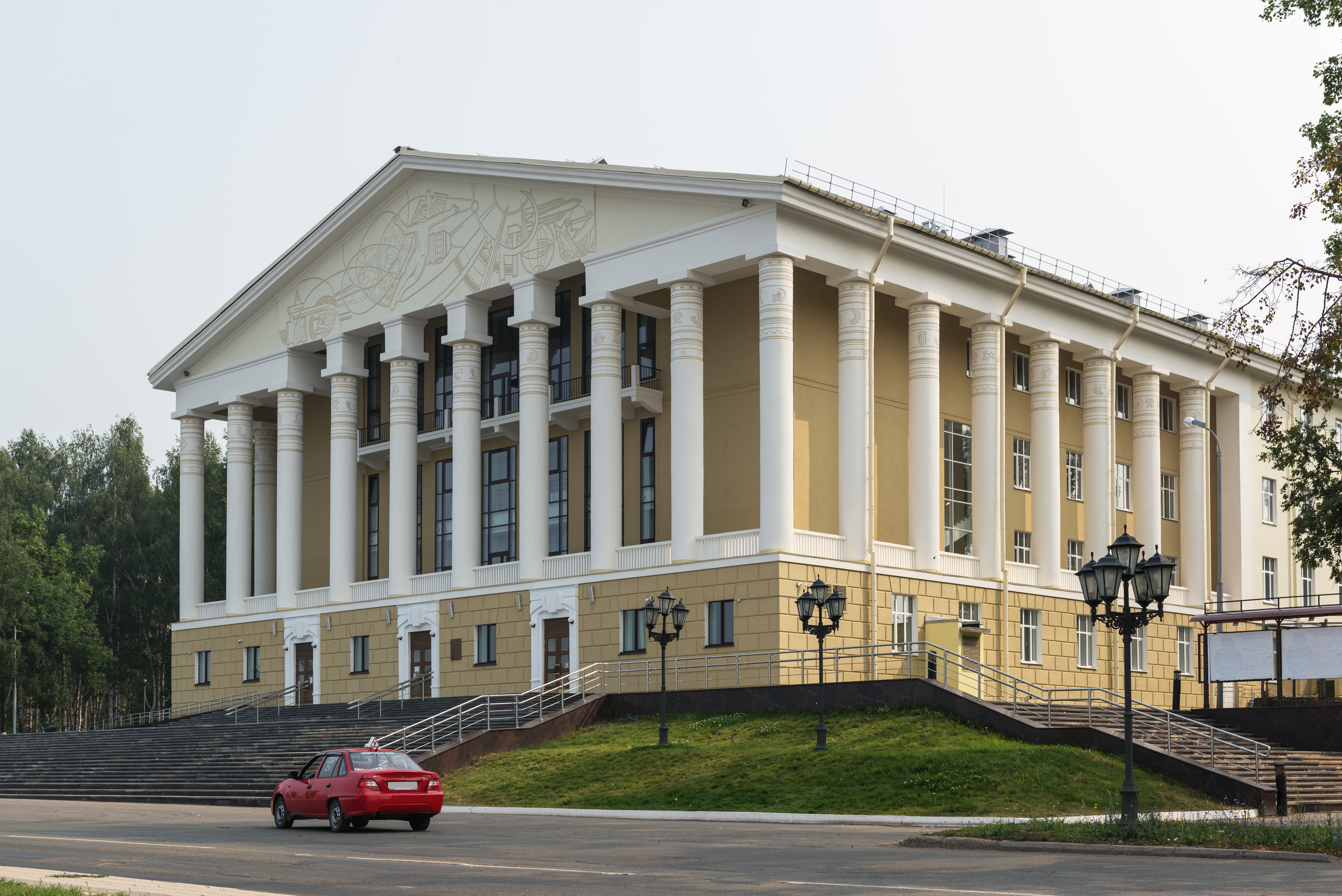
Дворец культуры «Юбилейный»

## Города-побратимы Воткинска
- Уэст-Джордан, США